# Dear Bayo
Dear Bayo es una película romántica nigeriana de 2020 escrita y dirigida por Imoh Umoren. Está protagonizada por Chimezie Imo y Tunbosun Aiyedehein. Es el quinto proyecto cinematográfico como director de Imoh Umoren. Se rodó principalmente en el delta del Níger. Se estrenó el 31 de enero de 2020. Obtuvo el premio del jurado en el festival de cine de Nollywood.

## Sinopsis
La historia muestra el amor entre Bayo y Ebipade. Ambos tienen antecedentes humildes y están enamorados el uno del otro, pero tienen que superar obstáculos en personales antes de que sea posible estar juntos para siempre.

## Elenco
- Chimezie Imo como Bayo
- Tunbosun Aiyedehin como Ebipade